# Víctor Guillermo Álvarez Delgado
Víctor Guillermo Álvarez Delgado, més conegut com a Víctor Álvarez (Barcelona, el 14 de març de 1993), és un futbolista professional català que juga com a lateral esquerre al club de Tercera Federació L'Hospitalet. Juga principalment de lateral esquerre. És internacional amb la selecció catalana

## Carrera de club

### Espanyol
Nascut a Barcelona, Catalunya, Álvarez va debutar com a sènior amb només 17 anys, competint amb els reserves del RCD Espanyol a la Tercera Divisió. El 6 de març de 2011 va debutar amb el primer equip (i a la Lliga), substituint el seu company David García, que va jugar al planter, durant els dos últims minuts d'una derrota per 1-0 fora de casa contra el Levante UD.
El 25 de març de 2013, Álvarez va signar un nou contracte de quatre anys amb els Pericos, i també va ascendir definitivament a la primera plantilla. No obstant això, va ser operat a finals de maig a causa d'una malaltia cardiovascular, i només va tornar als camps sis mesos després en una victòria per 4-1 fora de casa contra el Rayo Vallecano.
Álvarez va marcar el seu primer gol competitiu amb l'Espanyol el 15 de gener de 2014, ajudant a una victòria per 4-2 a casa contra l'AD Alcorcón als vuitens de final de la Copa del Rei. El seu únic a la lliga va ser el 22 de setembre de 2015, en una derrota per 1-0 contra el València CF, també a l'Estadi Cornellà-El Prat.

### Arsenal Tula
El 20 de juliol de 2017, Álvarez va fitxar pel club FC Arsenal Tula de la Premier League russa amb un contracte de dos anys. Va marcar el seu primer gol l'11 d'agost de 2019, en una victòria per 1-0 a casa contra el FC Ufa.
Álvarez va marxar el 31 de juliol de 2020.

### Carrera posterior
El 28 de gener de 2021, el Pafos FC va anunciar el fitxatge d'Álvarez. L'agost de 2023, es va traslladar a Bèlgica amb l'equip de la Challenger Pro League, el KMSK Deinze.
Álvarez va tornar a Catalunya el 3 de setembre de 2024, i el jugador de 31 anys es va incorporar al CE L'Hospitalet de Tercera Federació.

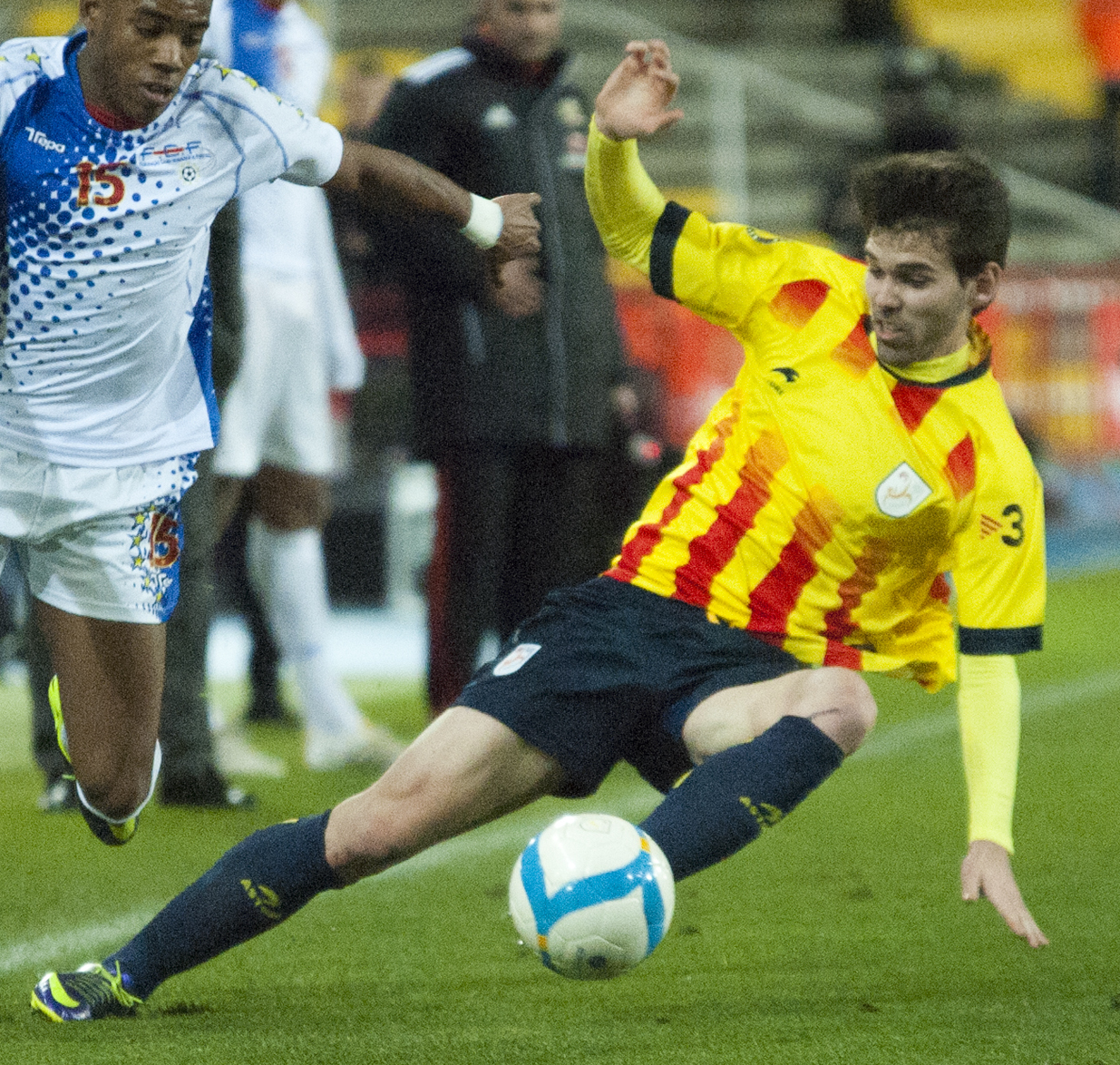
Víctor Álvarez jugant amb la selecció catalana, el 2013

## Internacional

### Selecció catalana
El 30 de desembre de 2013 va disputar amb la selecció catalana el Trofeu Catalunya Internacional 2013, un partit contra la selecció de Cap Verd, un partit disputat a l'Estadi Olímpic Lluís Companys de Barcelona, que va acabar amb victòria de la selecció catalana per 4 gols a 1.
El 28 de desembre de 2016 va disputar com a suplent amb la selecció catalana el Trofeu Catalunya Internacional 2016, un partit contra la selecció de Tunísia que va acabar en empat 3 a 3 i finalment en victòria tunisenca a la tanda de penals.

## Estadístiques
| Club          | Temporada     | Lliga                  | Lliga   | Lliga | Copa    | Copa | Continental | Continental | Total   | Total |
| Club          | Temporada     | Divisió                | Partits | Gols  | Partits | Gols | Partits     | Gols        | Partits | Gols  |
| ------------- | ------------- | ---------------------- | ------- | ----- | ------- | ---- | ----------- | ----------- | ------- | ----- |
| Espanyol      | 2010–11       | La Liga                | 1       | 0     | 0       | 0    | –           | –           | 1       | 0     |
| Espanyol      | 2011–12       | La Liga                | 0       | 0     | 1       | 0    | –           | –           | 1       | 0     |
| Espanyol      | 2012–13       | La Liga                | 18      | 0     | 1       | 0    | –           | –           | 19      | 0     |
| Espanyol      | 2013–14       | La Liga                | 7       | 0     | 2       | 1    | –           | –           | 9       | 1     |
| Espanyol      | 2014–15       | La Liga                | 18      | 0     | 8       | 0    | –           | –           | 26      | 0     |
| Espanyol      | 2015–16       | La Liga                | 27      | 1     | 2       | 0    | –           | –           | 29      | 1     |
| Espanyol      | 2016–17       | La Liga                | 4       | 0     | 1       | 0    | –           | –           | 5       | 0     |
| Espanyol      | Total         | Total                  | 75      | 1     | 15      | 1    | 0           | 0           | 90      | 2     |
| Espanyol B    | 2012–13       | Segona Divisió B       | 1       | 0     | –       | –    | –           | –           | 1       | 0     |
| Arsenal Tula  | 2017–18       | Russian Premier League | 21      | 0     | 0       | 0    | –           | –           | 21      | 0     |
| Arsenal Tula  | 2018–19       | Russian Premier League | 23      | 0     | 5       | 0    | –           | –           | 28      | 0     |
| Arsenal Tula  | 2019–20       | Russian Premier League | 24      | 1     | 2       | 1    | 2           | 0           | 28      | 1     |
| Arsenal Tula  | Total         | Total                  | 68      | 1     | 7       | 1    | 2           | 0           | 77      | 2     |
| Pafos         | 2020–21       | Cypriot First Division | 4       | 0     | 0       | 0    | –           | –           | 4       | 0     |
| Deinze        | 2023–24       | Challenger Pro League  | 0       | 0     | 0       | 0    | –           | –           | 0       | 0     |
| Total carrera | Total carrera | Total carrera          | 148     | 2     | 22      | 1    | 2           | 0           | 172     | 3     |